# Teillastruckeln beim Ottomotor
Unter Teillastruckeln versteht man die ungleichförmige Kraftabgabe des Motors im Teillastbetrieb. Im Teillastbetrieb wird nicht die gesamte verfügbare Motorleistung abgerufen, für die der Motor konzipiert ist.  Das "Ruckeln" ist eine Folge davon, dass das Motor-Drehmoment an- und abschwillt. 
Konstantfahrtruckeln meint Ruckeln bei gleichbleibender Geschwindigkeit. Das Ruckeln kann auch bei Lastwechseln auftreten. 
Das Ruckeln kann auch mit der Temperatur des Motors zusammenhängen (früher hatten Ottomotoren einen Kaltlaufregler, noch früher einen manuellen Choke). 
Bei Motorrädern ist das Ruckeln aus mehreren Gründen unangenehmer als beim Pkw: Die massenbezogene Leistung (W/kg) ist deutlich höher; der Fahrer hat einen direkteren Kontakt zur Maschine und sitzt näher am Motor.

## Mögliche Gründe
- Durch beispielsweise zu geringe Strömungsgeschwindigkeiten im Einlasstrakt kann es zu einer Entmischung (Tröpfchenbildung) des Gemisches kommen, was von Arbeitsspiel zu Arbeitsspiel unterschiedliche Verbrennungsabläufe zur Folge haben kann
- schwankende Restgasgehalte im Brennraum durch ungünstige Druckverhältnisse während der Ventilüberschneidung. Dadurch kann die Zündfähigkeit des Gemisches im Brennraum stark variieren, oder
- unzureichende Applikationsarbeit der Saugrohreinspritzung